# らぶチャンネル
らぶチャンネル・ホークスチャンネルは、KBCラジオで2014年9月22日まで放送されていたスポーツ番組・情報番組。
2010年10月まで放送されていた「夜はこれから!ホークス派宣言」の後継番組であり、基本スタイルは「ホークス派宣言」と余り変わりない。

## らぶチャンネル

### 概要
2011年4月から放送開始。月曜日の「スターらぶチャンネル」が2013年3月いっぱいで終了したため、4月から月曜から金曜に拡大。
2013年10月から「まことチャンネル」の開始に伴い月曜から木曜の放送となった。
2014年4月から月曜日のみ「らぶチャンネル」、火曜から金曜までは「ホークスチャンネル」に改編した。
2014年9月22日、番組オープニングで本日限りで放送を終了する事を告知した。

### 放送時間
現在の時間帯
- 月曜 18:00～19:00, 20:00～20:30（2014年4月-）

以前の時間帯
- ナイター期間
  - 月曜～木曜 17:15～17:55（2013年4月-2014年3月）
  - 月曜（試合がない場合）17:15～18:30（2013年4月-2014年3月）
- ナイターオフ
  - 月曜 17:15～18:30
  - 火曜～木曜 17:15～18:30, 19:00～22:00（2011年-）

### 出演者
- 原田らぶ子
- 上田恵子（月曜担当、2013年4月-2014年3月）
- KBCスポーツ担当アナウンサー（火曜 - 木曜担当、2011年4月-2014年3月）

### 主なコーナー
- W原田のもめんください（18:30 - ）

### 過去のコーナー
- 栗善の今夜のあてといいちこと（月曜 18:20～18:25）
- 明日への伝言板（2011年4月 - 2013年3月, 18:00～18:05）
- ミュージックギフト〜音楽・地球号（2011年4月 - 2013年3月, 18:30～19:00）（文化放送制作）
- ココロのオンガク 〜music for you〜（2013年9月30日 - 2014年3月, 18:30 - 19:00）（文化放送制作）
- ホークスライブスタジアム（17:45～　ナイターシーズンのみのコーナー、2014年4月から「TOGGY'S AHEAD」に編入）
- お互いさま！心の歌（17:33 - 、2014年3月まで）
- 邦楽リクエスト（火曜 - 木曜 19時台、2014年3月まで）
- 洋楽リクエスト（火曜 - 木曜 20時台、2014年3月まで）

## ホークスチャンネル

### 放送時間
- 火曜～金曜 中継終了後～22:00（2011年-,ナイター期間）

中継終了が22:00を超える場合は当番組をクッションさせて、オールナイトニッポンGOLDに飛び乗り接続する。2014年3月まで「ホークスらぶチャンネル」だったが、KBCアナウンサーのみの担当になり、「ホークスチャンネル」へ改名した。

### 出演者
- KBCスポーツ担当アナウンサー
- 原田らぶ子（2014年3月まで）

## 終了した番組

### スターらぶチャンネル

#### 放送時間
- 月曜 17:15～19:00,20:00～21:00（2011年4月-2013年3月,ナイター期間）
- 月曜 17:15～18:30（2011年10月-2013年3月,ナイターオフ）

#### 出演者
- スター高橋
- 原田らぶ子

### 主なコーナー
- お互いさま！心の歌（17:33 - ）
- ホークスライブスタジアム（17:45～　ナイターシーズンのみのコーナー）
- 明日への伝言板（2011年4月 - 2013年3月, 18:00～18:05）
- ミュージックギフト〜音楽・地球号（2011年4月 - 2013年3月, 18:30～19:00）

### まことチャンネル

#### 概要
2013年10月4日から放送開始。ナイターオフは21:25から「アイアプレゼンツ SKE48&HKT48のアイアイトーク」を放送するため「らぶチャンネル」より放送時間が短い。2014年3月に終了した。

#### 放送時間
ナイター期間
- 金曜 17:15～17:55,中継終了後～21:30（2013年10月4日 - 2014年3月28日)

ナイターオフ
- 金曜 17:15～18:30, 19:00～21:25

#### 出演者
- 小坂真琴
- KBCスポーツ担当アナウンサー

#### 主なコーナー
- お互いさま！心の歌（17:33 - ）
- ホークスライブスタジアム（17:45～　ナイターシーズンのみのコーナー）
- ココロのオンガク 〜music for you〜（18:30 - 19:00）（文化放送制作）
- アイドルリクエスト（19時台）
- トゥモローリクエスト（20時台）